# Dun Bharpa

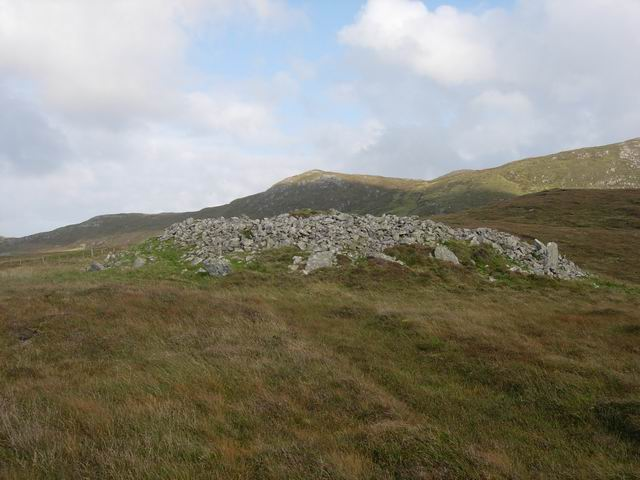
Dun Bharpa

Dun Bharpa (schottisch-gälisch Dùn a’ Bhairp) ist ein Cairn auf Barra, einer Insel der Äußeren Hebriden in der Highlands in Schottland. Nicht zu verwechseln mit Barpa Langass, einem ebenfalls großen Cairn auf North Uist.
Der etwa 3500 v. Chr. errichtete Cairn ist trotz der Abtragung vieler Steine der besterhaltene der „Western Isles“ und hat etwa 30,0 m Durchmesser und fünf Meter Höhe. Der Cairn ist trotz des irreführenden Namens kein Dun; aber von teilweise erhaltenen Randsteinen gefasst, von denen einige drei bis vier Meter Höhe erreichen. Es gibt mehrere Vertiefungen im Steinhaufen, die möglicherweise auf eingestürzte Kammern deuten, weshalb auch von einem „chamberd Cairn“ gesprochen wird. Dun Bharpa ist, wie die ähnlich großen irischen Steinhügel Carn-na-truagh, Heapstown und Knocknarea nie untersucht worden.
In der Nähe liegen die prähistorischen Strukturen von Allasdale.